# Duitse militaire begraafplaats in Daleiden
De Duitse militaire begraafplaats in Daleiden is een militaire begraafplaats in Rijnland-Palts, Duitsland. Op de begraafplaats liggen omgekomen Duitse militairen uit de Tweede Wereldoorlog.

## Begraafplaats
Op de begraafplaats rusten 3038 Duitse militairen. De meeste slachtoffers kwamen tijdens de laatste fase van de Tweede Wereldoorlog om het leven. Het gebied rond Daleiden lag enige tijd in de frontlinie.